# Бокали, Гарри
Гарри Бокали (фр. Garry Bocaly; род. 19 апреля 1988, Шельше) — французский футболист, правый защитник.

## Карьера

### «Марсель»
На позиции правого защитника начал свою профессиональную карьеру в «Марселе» в 2005 году.

### «Либурн»
В связи с наличием более опытных крайних защитников, в том числе подписанием Лорана Боннара, «Марсель» отдал Гарри в сезоне 2007/08 в команду Лиги 2 «Либурн». Бокали сыграл в 29 матчах клуба и забил свой первый гол в карьере 24 сентября 2007 года, в игре с «Нантом». Несмотря на хорошую игру, которая впоследствии привела к продлению контракта с «Марселем» до 2012 года, «Либурн» финишировал лишь 19-м месте и, таким образом, вылетел в третий по значимости дивизион страны, Национальный чемпионат. После годичной аренды Бокали вернулся в «Марсель».

### «Монпелье»
В следующем сезоне он был арендован «Монпелье». Затем футболист отыграл полсезона в «Монпелье», прежде чем подписал с ними полноценный контракт в сезона 2009/10 (клуб воспользовался опцией выкупа). На тот момент Бокали стал одним из лидеров команды. Он провёл два полноценных сезона за «Монпелье» с 2010 по 2012 год. Также становился чемпионом Франции в 2012 году, помимо этого становился вице-чемпионом Франции в 2007 году, вторым призёром Лиги 2 в 2009 году и участвовал в финале Кубка Лиги в 2011 году.

### Международная
Гарри играл во многих возрастных командах сборной Франции, начиная с 16 до 21 года. Он был игроком команды игроков до 19 лет, которая дошла до полуфинала в 2007 году на Чемпионат Европы среди юношей до 19 лет по футболу. Дебютировал в молодёжной сборной 26 марта 2008 года в матче против Чехии.

## Достижения
«Монпелье»
- Чемпион Франции: 2011/12